# Liquid Tension Experiment
Liquid Tension Experiment (съкратено LTE) е инструментална прогресив метъл група в Ню Йорк, САЩ.
Основана е през 1997 година от Майк Портной, тогавашен барабанист на Dream Theater. Останалите трима членове на квартета са Тони Левин, Джон Петручи и Джордан Рудес. В този състав квартетът издава два албума през компанията Magna Carta Records. Трети албум без участието на Джон Петручи, е издаден през 2007 година под модифицираното име на групата Liquid Trio Experiment. Лайв албум, почти без участието на друг член на групата – Джордан Рудес – излиза през 2009 година под името Liquid Trio Experiment 2. С участието на всички музиканти през 2009 година са издадени и три албума на живо и две видеа.

## История
Групата е създадена, след като Майк Портной кани към него да се присъединят клавиристът Джордан Рудес и „иконата“ на прогресив рока Тони Левин (бас китара, чапманов стик), свирил в King Crimson и групата на Питър Гейбриъл. Във видеото Liquid Drum Theater с негови интервюта, Портной казва, че първият му избор за китарист на LTE се спрял на Даймбег Даръл (Pantera, Damageplan), но той не можал да се присъедини, поради други ангажименти по същото време. Не били на разположение и другите двама души, които първоначално Портной смятал да покани: Стив Морз (Dixie Dregs, Kansas, Deep Purple) и Джим Матеос, основателят на Fates Warning.
Тогава Портной кани колегата си от Dream Theater Джон Петручи, въпреки че първоначалното му желание е да твори в LTE съвсем отделно от DT). Така през 1997 година комбото е сформирано като страничен проект на Dream Theater. В документалното DVD „5 Years in a Livetime“ и Портной, и Петручи потвърждават, че впоследствие Джордан Рудес сам ги е потърсил и е поискал да се включи в групата, заради успеха на първия албум Liquid Tension Experiment и добрата спойка, която тримата музиканти имали от работата си в основната си група Dream Theater. За отбелязване е, че когато през 1994 година Рудес е бил поканен да се включи, той отклонява поканата от съображения, че иска да е по-близо до семейството си, и тогава се присъединява към групата Dixie Dregs, известна с комплексния си инструментален фюжън.
Liquid Tension Experiment издават общо два студийни албума: едноименния Liquid Tension Experiment (1998) и Liquid Tension Experiment 2 (1999) с издател Magna Carta Records. Правят и няколко концерта на живо в Ню Йорк, Филаделфия, Лос Анджелис и Лондон. В многобройни интервюта (и на собствения си сайт Майк Портной заявява, че няма да има трети албум на LTE, тъй като 3/4 от групата влиза в състава на Dream Theater и материалът на LTE би бил твърде сходен с музиката на DT, но в същото време, че винаги може да има лайв концерти в този състав.
В интервю от 2007 година обаче Майк Портной отбелязва, че е възможен трети албум, но че проблемите му с издателя Magna Carta са по-сложно препятствие пред това да събере членове на група, за да влязат в студиото за запис. Усложнението е свързано с издаването на VHS носител на видео от студийните записи на албума Liquid Tension Experiment без да са били получени съответните разрешения от компанията Magna Carta. Портной се връща към Magna Carta през 2007 година, когато са издадени сесиите Spontaneous Combustion („Спонтанни избухвания“) на производното трио Liquid Trio Experiment.
На 4 октомври 2007, е обявено, че LTE ще са звездите на фестивала NEARfest'2008. На 29 март 2008, са обявени шест дати на турне на Liquid Tension Experiment за юни 2008, с което групата отбелязва 10-годишния си юбилей.
Liquid Tension Experiment издават бокс-сет с избрани моменти от турнето си през 2008 година, включващ и пълните концерти от Ню Йорк и Лос Анджелис на DVD и CD (а този от Лос Анджелис – и на Blu-ray), както и студийния запис на втория албум Liquid Trio Experiment 2, направен в Чикаго, и диск с импровизации от други концерти в рамките на турнето. Отделно от това, концертите в Ню Йорк и Лос Анджелис са издадени на CD или DVD, и през официалната компания на Dream Theater, Ytsejam Records.
На 19 юли 2012, но второто шоу на Dream Theater в Хънтингтън, Ню Йорк, Тони Левин се присъединява на сцената към Петручи, Рудес и Майк Манджини (към този момент – барабанист на Dream Theater), за да изпълнят заедно песента Paradigm Shift.
По-късно през 2012, Портной изпълнява песента Acid Rain на живо с PSMS – неговата странична група с Дерек Шериниън, Тони Макалпайн и Били Шийън. Те записват лайв DVD в Токио, съдържащо песента.

### Liquid Trio Experiment
По време на звукозаписните сесии за втория албум на LTE, на Джон Петручи се налага да прекъсне участието си, заради усложнения покрай преждевременно раждане на детето му. В този период останалите трима членове, които са резервирали студиото за записите, продължават да пишат музика и да импровизират. На 23 октомври 2007, под името Liquid Trio Experiment излиза компилация от джемсесии, дело на останалите трима. Няколко песни от албума Liquid Tension Experiment 2 са записани в импровизиран вариант по врее на тези джемсесии, включително 914, Chewbacca, и Liquid Dreams.

### Liquid Trio Experiment 2
Второто превъплъщение на квартета в трио се налага непредвидено по време на концерт в Чикаго, Илинойс на 25 юни 2008. Още в началото на концерта кийбордът на Джордан Рудес дава проблем и музикантът напуска сцената, за да се опита да го отстрани – неуспешно. Междувременно останалите трима чакат, забавлявайки публиката с импровизации. Когато Рудес се връща на сцената, взима китарата на Петручи; Петручи взима баса на Ливайн, а Ливайн се включва с инструмента чапманов стик. Към края на шоуто към групата се присъединява и барабанистът на Anthrax, Чарли Бенанте, докато Портной свири на баса. Целият мипровизиран концерт е издаден през 2009 година на DVD под заглавието When the Keyboard Breaks: Live in Chicago (игра на думи със заглавието на песента на Лед Цепелин When the Levee Breaks).